# Саваннакхет (провинция)
Саваннакхе́т (лаос. ສະຫວັນນະເຂດ) — провинция на юге Лаоса. Граничит с провинциями Лаоса Кхаммуан на севере и Сараван на юге, а также с Таиландом на западе и Вьетнамом на востоке.

## Административное деление
Провинция разделена на следующие районы:

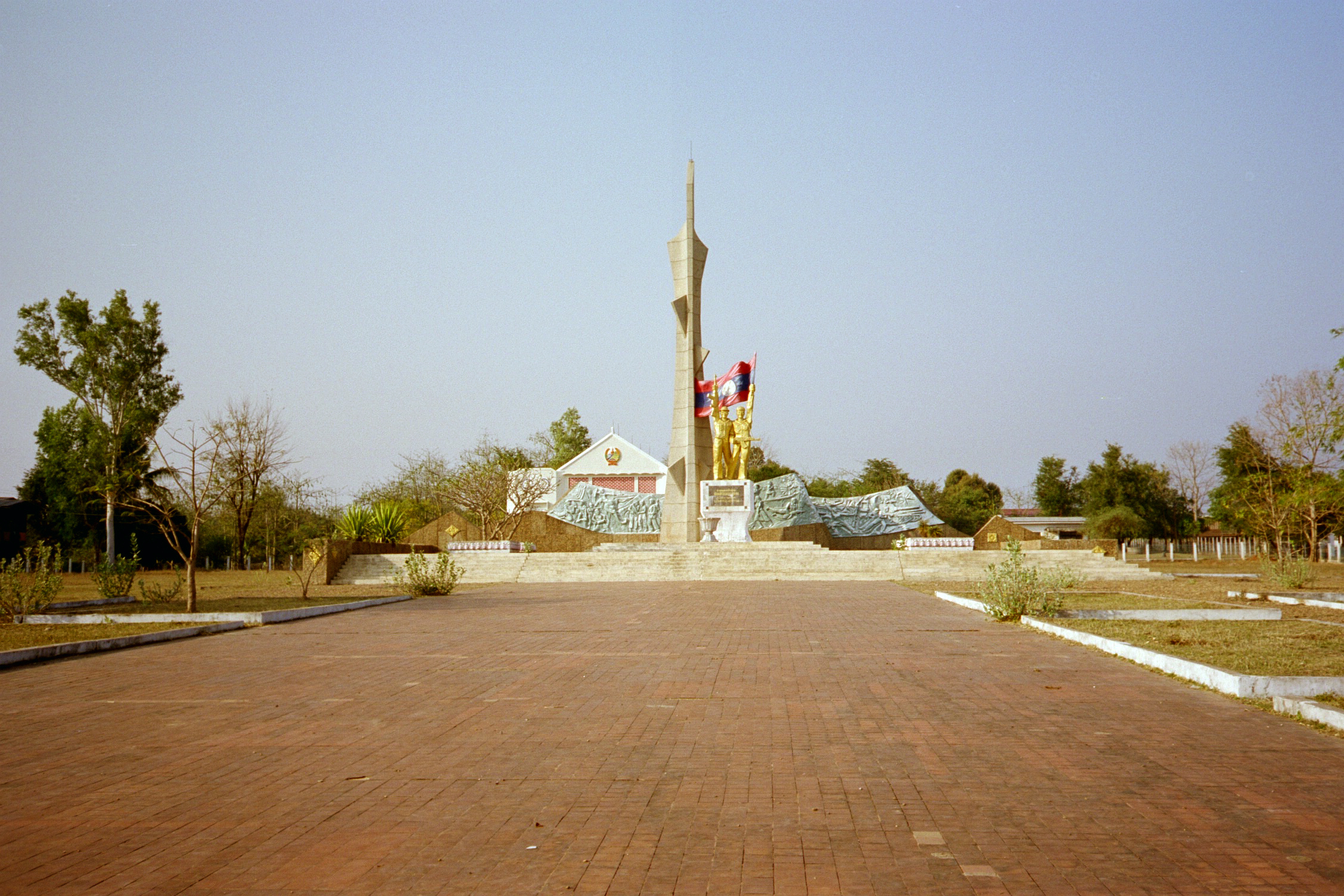
Памятник Лаосско-Вьетнамской дружбы в городе Пхин, символизирует коммунистическое взаимопонимание во время войны во Вьетнаме

1. Атсапхангтхонг (13-03)
2. Атсапхон (13-13)
3. Чампхон (13-09)
4. Кейсон Фомвихан (13-01)
5. Нонг (13-06)
6. Утхумпхон (13-02)
7. Пхин (13-04)
8. Сепон (13-05)
9. Сонгкхон (13-08)
10. Тхапангтхонг (13-07)
11. Тхапалансай (13-15)
12. Вилабури (13-12)
13. Сайбули (13-11)
14. Сайпхутхонг (13-14)
15. Сонбули (13-10)